# Liste deutsch-rumänischer Städte- und Gemeindepartnerschaften
Dies ist eine noch unvollständige Liste von Städte- und Gemeindepartnerschaften zwischen Deutschland und Rumänien.
| Deutsche Gemeinde       | Bundesland          | rumänische Gemeinde                  | Historische Region | seit                                   |
| ----------------------- | ------------------- | ------------------------------------ | ------------------ | -------------------------------------- |
| Arnsberg                | Nordrhein-Westfalen | Alba Iulia (Karlsburg)               | Siebenbürgen       | 1974                                   |
| Böblingen (Landkreis)   | Baden-Württemberg   | Kreis Timiș                          | Banat              | 1998                                   |
| Büdingen                | Hessen              | Sebeș (Mühlbach)                     | Siebenbürgen       | 2007                                   |
| Burgkirchen an der Alz  | Bayern              | Sânnicolau Mare (Groß Sankt Niklaus) | Banat              | 2004                                   |
| Dingelstädt             | Thüringen           | Aiud (Straßburg am Mieresch)         | Siebenbürgen       | 1993                                   |
| Dinkelsbühl             | Bayern              | Sighișoara (Schäßburg)               | Siebenbürgen       | 2007                                   |
| Forchheim               | Bayern              | Gherla (Neuschloss)                  | Siebenbürgen       | 2000                                   |
| Fürth (Odenwald)        | Hessen              | Zăbrani (Guttenbrunn)                | Banat              | 2003                                   |
| Gera                    | Thüringen           | Timișoara (Temeswar)                 | Banat              | 1998                                   |
| Helmstedt               | Niedersachsen       | Orăștie (Broos)                      | Siebenbürgen       | 2002                                   |
| Herzogenrath            | Nordrhein-Westfalen | Bistrița (Bistritz)                  | Siebenbürgen       | 2005                                   |
| Jena                    | Thüringen           | Lugoj (Lugosch)                      | Banat              | 1983, erneuert 1993                    |
| Karlsruhe               | Baden-Württemberg   | Timișoara (Temeswar)                 | Banat              | 1992                                   |
| Köln                    | Nordrhein-Westfalen | Cluj-Napoca (Klausenburg)            | Siebenbürgen       | 1976                                   |
| Landshut                | Bayern              | Hermannstadt                         | Siebenbürgen       | 2002                                   |
| Marburg an der Lahn     | Hessen              | Hermannstadt                         | Siebenbürgen       | 2005                                   |
| Markkleeberg            | Sachsen             | Zărnești (Zernen oder Zernescht)     | Siebenbürgen       | 1991                                   |
| Nassenfels              | Bayern              | Anina (Steierdorf)                   | Banat              | [ 18 ] [ 19 ]                          |
| Nürnberg                | Bayern              | Brașov (Kronstadt)                   | Siebenbürgen       | 2006 (bis 2024 nur Städtefreundschaft) |
| Trebur                  | Hessen              | Jimbolia (Hatzfeld)                  | Banat              | 2017                                   |
| Ulm                     | Baden-Württemberg   | Cluj-Napoca (Klausenburg)            | Siebenbürgen       | 1998 (Donau-Partnerschaft)             |
| Ulm                     | Baden-Württemberg   | Hermannstadt                         | Siebenbürgen       | 1998 (Donau-Partnerschaft)             |
| Ulm                     | Baden-Württemberg   | Arad                                 | Kreischgebiet      | 1998 (Donau-Partnerschaft)             |
| Ulm                     | Baden-Württemberg   | Timișoara (Temeswar)                 | Banat              | 1998 (Donau-Partnerschaft)             |
| Ulm                     | Baden-Württemberg   | Tulcea (Tultscha)                    | Dobrudscha         | 1998 (Donau-Partnerschaft)             |
| Wasserburg am Inn       | Bayern              | Cugir (Kudschir)                     | Siebenbürgen       | 2009                                   |
| Wernigerode             | Sachsen-Anhalt      | Cisnădie (Heltau)                    | Siebenbürgen       | 2002                                   |
| Wiehl                   | Nordrhein-Westfalen | Bistrița (Bistritz)                  | Siebenbürgen       | 2016                                   |
| Wittenberg, Lutherstadt | Sachsen-Anhalt      | Mediaș (Mediasch)                    | Siebenbürgen       | 2019                                   |
| Wolfenbüttel            | Niedersachsen       | Satu Mare (Sathmar)                  | Kreis Satu Mare    | 1970                                   |